# Badžalský hřbet
Badžalský hřbet (rusky Баджальский хребет) je pohoří v jižní části Chabarovského kraje Ruské federace, rozvodí horního toku Amguně na západě a Amuru na východě. Délka asi 220 km, maximální výška 2 640 m n. m. (hora Korol).
Pohoří má silně rozčleněný povrch s výraznými hřebeny a roklemi.  
Badžalský hřbet je složen převážně ze sopečných hornin, krystalické břidlice a z žuly. Na svazích hor rostou smrkové a smrkovo-jedlové lesy, ve vyšších nadmořských výškách je horská tundra. Nejvyšší části pohoří pokrývají kamenité sutiny. V lesním páse žije los, kabar pižmový, medvěd, sobol a veverka.